# Cinema serial
El cinema serial o serial cinematogràfic va ser un format per a pel·lícules narratives de curta duració que va tenir la seva època de màxima esplendor entre 1935 i 1945, encara que els seus inicis es remunten aproximadament a partir del 1914, al cinema mut. No s'ha de confondre amb les sèries, on diverses pel·lícules comparteixen personatges, escenaris i situacions comunes, però no necessàriament són continuacions les unes de les altres.

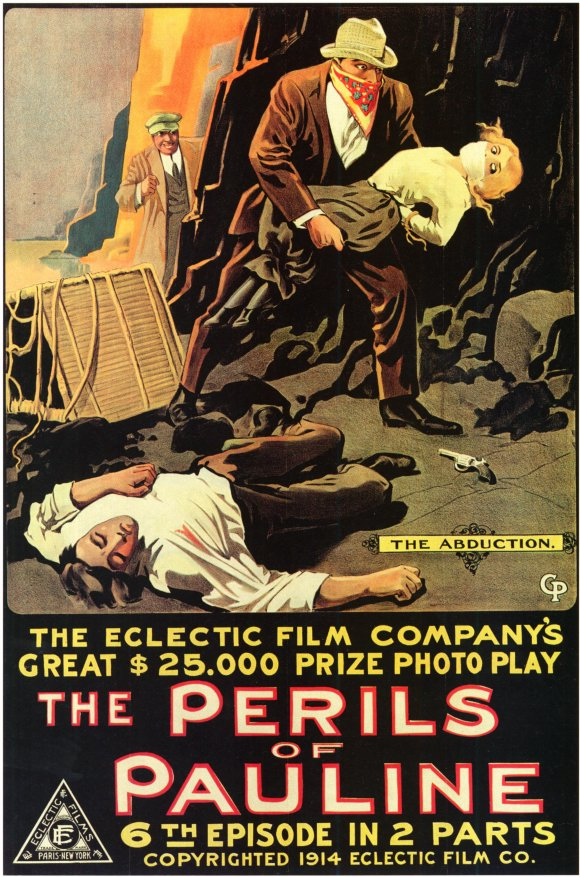
Pòster del serial The perils of Pauline (1914)

## Context
En el cinema de la primera meitat del segle xx, aquest tipus de producció era interessant per a l'espectador americà. Normalment estava composta per una pel·lícula de sèrie A, feta per grans productores, o per una pel·lícula de sèrie B amb una duració d'entre hora i hora i mitja. També s'acompanyaven altres al·licients com noticiaris, dibuixos animats, curts i serials.

## Característiques
El serial és un antecedent de les sèries de televisió actuals que antigament constaven de dotze o quinze episodis, cadascun d'ells amb una duració d'entre quinze o vint minuts. Aquests finalitzaven amb un cliffhanger, és a dir, un precipici per on el personatge de l'heroi sempre acabava penjant d'ell, o sotmès a qualsevol altre tipus de perill aparentment insalvable, del qual s'aconsegueix escapar o salvar al pròxim capítol.
A Espanya, o ocasionalment en altres països com França, els episodis es recopilaven, segons la seva duració, en tandes de dues o tres jornades, fent pel·lícules d'una duració mitjana com d'un complement de sèrie B. Així un dels serials més famosos com Els tambors de Fu Manxú (Drums of Fu Manchu, 1940) es va oferir en tres jornades, Fu Manxú ataca, La venjança del Si-fan i La derrota de Fu Manxú. També en algunes ocasions, s'estrenaven a Espanya les versions condensades en format d'una sola pel·lícula amb una duració de poc menys d'una hora.

## Història
A l'època del cinema mut ja existia: What Happened to Mary, de 1912, produït per Edison Studios, sembla ser el primer serial de la història, i el format perviuria fins a mitjans del 50, amb Blazing the Overland Trail (1956), de la Columbia, que va ser l'últim serial. Malgrat a França, durant l'època del cinema mut, hi va haver una gran profusió dels serials, alguns inclusivament prestigiosos, com el celebèrrim Els vampirs de 1915, de Louis Feuillade, serà als Estats Units on tingui més èxit.
La Republic Pictures Corporation va ser la productora més important dins del camp del serial. La seva primera entrega en aquest format va ser Darkest Africa, el 1936, i l'última King of the Carnival, el 1955. Els seus més famosos serials van ser, a més de l'esmentat de Fu-Manxú -tot un fenomen a l'Espanya del moment, el de Dick Tracy (1937), el misteriós Dr. Satan (Mysterious Doctor Satan), de la mateixa 1940, Les aventures del capità Meravella (Adventures of Captain Marvel, 1941) o Els perills de Nyoka (Perils of Nyoka, 1942).